# Carl Scharowsky
Carl Joseph Scharowsky (ur. 6 listopada 1846 w Braniewie, zm. 18 kwietnia 1905) – niemiecki inżynier, specjalizujący się w projektowaniu i budowie konstrukcji stalowych.

## Życiorys

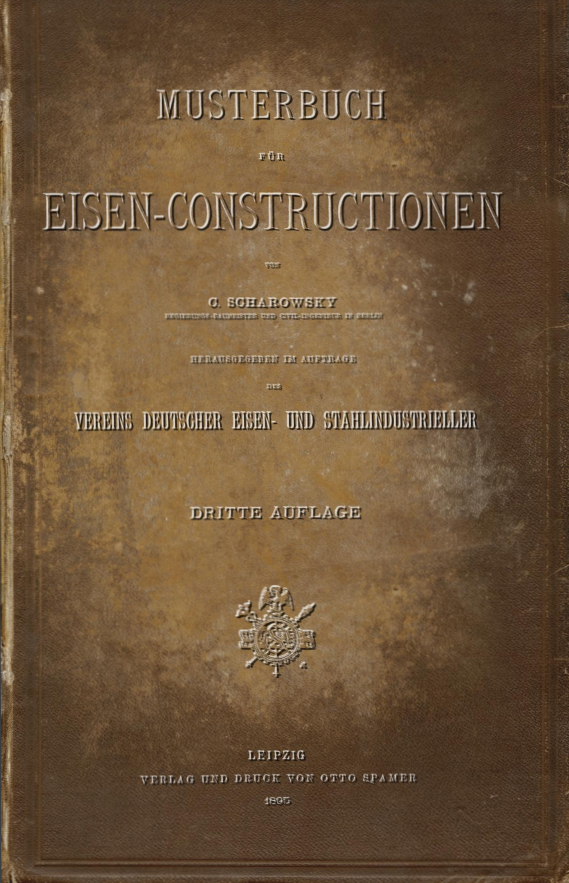
Musterbuch für Eisen-Constructionen, Leipzig 1895

Urodził się w Braniewie w rodzinie kowala i rolnika Carla Rochusa (1809–1866) i jego żony Mathilde z domu Meich (1813–1871).
Po okresie nauki szkolnej przez 3 lata pracował w fabrykach. Od 1 stycznia 1865 rozpoczął studia w Królewcu w Królewskiej Akademii Sztuki i Rzemiosła (Königliche Kunst- und Gewerbeschule). Od 1 października 1866 przeniósł się do berlińskiej uczelni Gewerbeakademie, w której studiował przez kolejne 3 lata. Po jej ukończeniu przez kilka miesięcy pracował w urzędzie królewskiego mierniczego. Od 1 stycznia 1870 do maja 1871 odbywał służbę wojskową w marynarce wojennej.

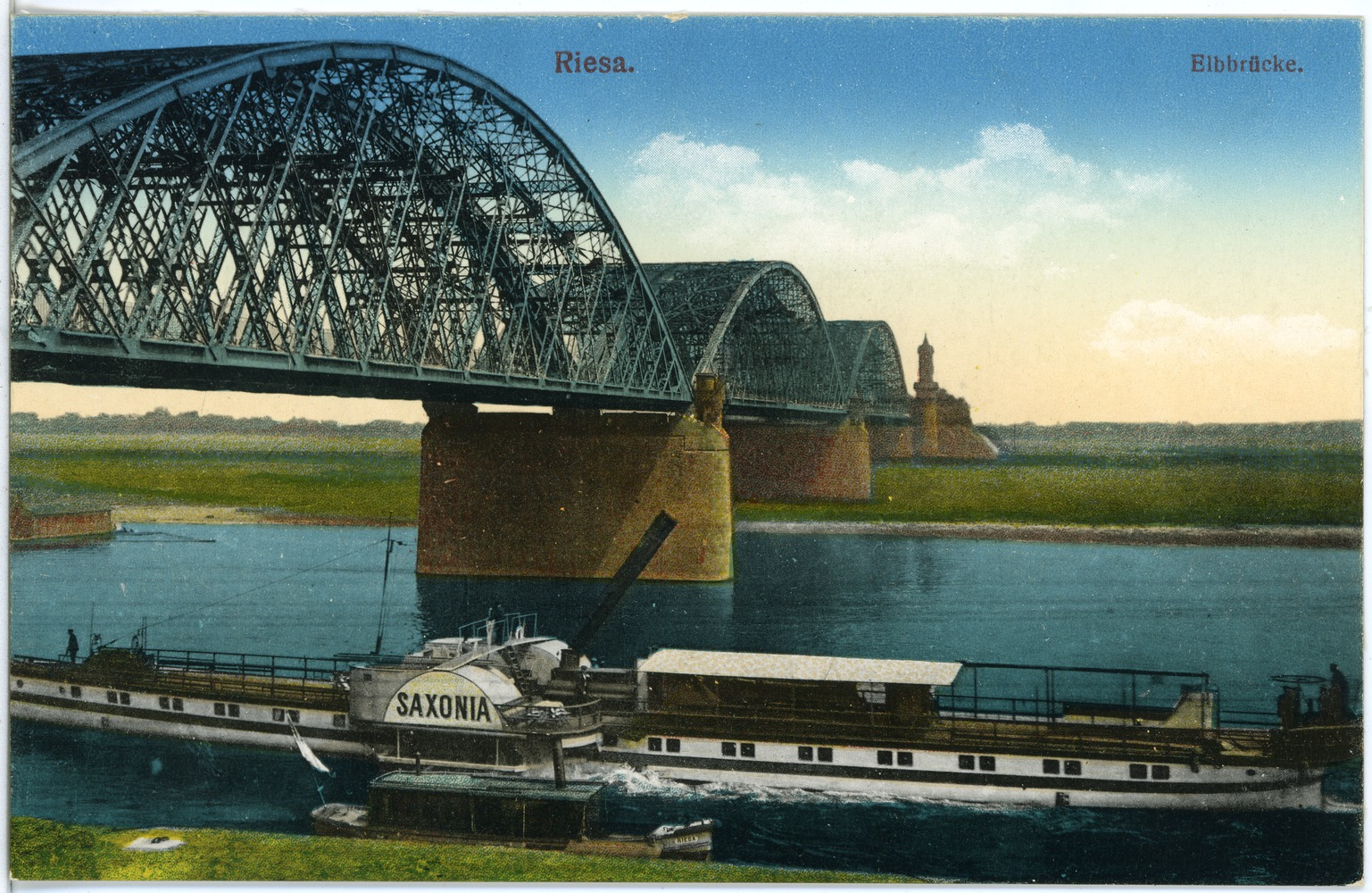
Most na Łabie w Riesa projektowany i budowany przez inż. Scharowsky'ego

W lipcu 1871 rozpoczął pracę jako inżynier w fabryce budowy mostów Harkort’sche Fabrik w Hagen-Haspe. Tam szybko doceniono jego umiejętności. Już w roku następnym wysłano go do montażu wielkiej rotundy i innych elementów ekspozycji na światową wystawę w Wiedniu. W tamtym okresie opublikował Scharowsky również tabele obliczeń wagi żelaza walcowanego (Tabellen zur Gewichtsberechnung von Walzeisen und Eisenkonstruktionen). Publikacja ta już za jego życia doczekała się pięciu wydań. Po wystawie światowej w Wiedniu prowadził budowy szeregu mostów, do których prace obliczeniowe oraz montażowe zostały mu powierzone. Wśród nich były m.in. most przez Łabę w Riesa w Saksonii (na zdjęciu) czy most Taborbrücke na Dunaju w Wiedniu.
Na początku 1875 został mianowany szefem montażu Harkort’sche Fabrik. W tym czasie pracował przy wznoszeniu kolejnych mostów. 1 kwietnia 1876 odszedł z firmy Harkortwerke i założył wraz ze wspólnikiem doktorem Wilhelmem Rudolfem Proellem firmę Dr. Proell & Scharowsky. Było to biuro inżynierskie, w którym Scharowsky rozwinął swoją karierę na nowym obszarze nauki. W tym celu ponownie zaczął uczęszczać na wykłady w Politechnice w Karlsruhe, zdając w 1877 w Dreźnie egzamin i uzyskał uprawnienia architekta rządowego (Regierungsbaumeister).
W 1882–1883 projekt firmy Proell & Scharowsky wygrał konkurs na budowę pałacu na wystawie higieny i ratownictwa w Berlinie. W następnych latach działalność firmy nakierowana była na duże urządzenia fabryczne, których nie można było wykonać w miejscu docelowym. Ponadto zajmował się projektowaniem warsztatów dla szeregu niemieckich stoczni.
Prócz tej wielostronnej działalności konstruktorskiej i projektowej znajdował jeszcze czas na publikowanie swoich prac, które doczekały się wielu wydań i z których korzystało wiele następnych pokoleń.

## Życie prywatne
Był wyznania ewangelickiego. Ożenił się z Marią (1861–1933) z domu Langelütje, pochodzącą z Miśni. Wśród dzieci w historii zapisał się ich syn Günther (1891–1953), który został również jak ojciec inżynierem i przemysłowcem, a także córka Ella Scharowsky (1885–1941), która była znaną malarką w Dreźnie.

## Publikacje
- Tabellen zur Gewichtsberechnung von Walzeisen und Eisenkonstruktionen, razem z L. Seifert, Hagen 1873[8]
- Hilfsanlagen für den Materialtransport und die Errichtung von Hochbauten (współautor), 1888[9]
- Säulen un Träger, Berlin und Leipzig 1890[10]
- Widerstandsmomente und Gewichte genieteter Träger, 1890[11]
- Gewichtstabellen für Flußeisen, 1890[12]
- Musterbuch für Eisen-Constructionen, Leipzig 1895